# 7-я армия (вермахт)
Не следует путать с 7-й немецкой армией в Первой мировой войне
7-я армия — германская армия, принимала участие во Второй мировой войне.

## Боевой путь
Первоначально размещалась на западной границе Германии, после Французской кампании — на юго-западе Франции. Участвовала в боевых действиях после высадки американо-британских войск в Нормандии.

## Состав армии
В мае 1940:
- 25-й армейский корпус
- 33-й армейский корпус

В апреле 1941:
- 25-й армейский корпус

В июне 1942:
- 25-й армейский корпус
- 84-й армейский корпус

В ноябре 1942:
- 25-й армейский корпус
- 84-й армейский корпус
- 87-й армейский корпус

29 июня 1944:

| - Кампфгруппа Кайля (бывшая кампфгруппа фон Шлибена) - 84-й армейский корпус - 77-я пехотная дивизия - 353-я пехотная дивизия - Сводный отряд «Кёниг» (91-я пехотная дивизия) - 17-я моторизованная дивизия СС «Гёц фон Берлихинген» - 2-й парашютный корпус - 2-я бригада штурмовых орудий - Кампфгруппа Бёма - 352-я пехотная дивизия - 3-я парашютная дивизия - 47-й танковый корпус - 2-я танковая дивизия - Танковая учебная дивизия - 276-я пехотная дивизия - 277-я пехотная дивизия - 503-й тяжёлый танковый батальон - 1040-й армейский противотанковый дивизион | - 1-й танковый корпус СС - 1-я танковая дивизия СС «Лейбштандарт СС Адольф Гитлер» - 12-я танковая дивизия СС «Гитлерюгенд» - 7-я бригада реактивных миномётов - 654-й танковый батальон (пантеры) - 2-й танковый корпус СС - 2-я танковая дивизия СС «Рейх» - 9-я танковая дивизия СС «Гогенштауфен» - 10-я танковая дивизия СС «Фрундсберг» - 8-я бригада реактивных миномётов - 102-й тяжёлый танковый батальон СС - 86-й армейский корпус - 346-я пехотная дивизия - 711-я пехотная дивизия - 21-я танковая дивизия - 16-я авиаполевая дивизия - 9-я бригада реактивных миномётов - Резерв 7-й армии: - 704-я артиллерийская бригада (210-мм и 105-мм гаубицы, 170-мм и 100-мм пушки) - Армейский противотанковый дивизион |

15 декабря 1944
Командующий: генерал танковых войск E. Brandenberger
- 1092-я тяжёлая артиллерийская батарея (6 128 мм орудий)
- 1093-я тяжёлая артиллерийская батарея (6 128 мм орудий)
- 1124-я тяжёлая артиллерийская батарея (6 128 мм орудий)
- 1125-я тяжёлая артиллерийская батарея (6 128 мм орудий)
- 1122-я (bo) тяжёлая артиллерийская батарея (1 280mm гаубица & 1 210mm гаубица)
- 660-я (bo) тяжёлая артиллерийская батарея (2 210mm K52 орудий)
- 44-й (bo) лёгкий наблюдательный батальон
- 45-й (t-mot) лёгкий наблюдательный батальон
- 47-й сапёрный батальон
- 501-й крепостной противотанковый батальон
- 673-й инженерный полковой штаб
- 677-й сапёрный батальон
- Неизвестная мостовая колонна B (B)
- 964-я мостовая колонна B (GE)
- 965-я мостовая колонна B (GE)
- 966-я моторизованная мостовая колонна J
- 961-я моторизованная мостовая колонна J
- 961-я мостовая колонна J (GE)
- 605-й мостостроительный батальон
- 1-я бригада Тодта (2 полка)
- LIII армейский корпус: генерал кавалерии E. von Rothkirchlion
  - 44-й (bo) крепостной пулемётный батальон
  - XIII/999-й крепостной батальон
  - 7th Army Service School
- LXXX армейский корпус: генерал пехоты F.Beyer
  - 408-й моторизованный народный артиллерийский корпус
  - 1-й батальон (RSO): 3 (tmot) батареи (6 75mm FK 40)
  - 2-й батальон: 2 (tmot) батареи (6 100mm K 18)
  - 3-й батальон (RSO): 3 (tmot) батареи (6 105mm leFH 18/40)
  - 4-й батальон: 2 (tmot) батареи (6 152mm KH 433(r))
  - 5-й батальон: 2 (tmot) батареи (6 122mm sFH 396(r))
  - 8-я (t-mot) народная миномётная бригада
  - 2-й миномётный полк
  - Учебный миномётный полк (70-150mm, 18 210mm & 26 300 мм пусковые установки)
  - 657-й тяжёлый противотанковый дивизион
  - 1095-я артиллерийская батарея
  - 212-я народная пехотная дивизия: генерал-майор F.Sensfuss
    - 1/,2/316-й народный пехотный полк
    - 1/,2/320-й народный пехотный полк
    - 1/,2/423-й народный пехотный полк
    - 1/,2/,3/,4/212-й артиллерийский полк
      - 75mm FK 40 (on 14 Dec) — 18
      - 105mm lFH 18/40 (on 14 Dec) — 18
      - 150mm sFH 18 (on 14 Dec) — 12

    - 212-й противотанковый дивизион (5 StuG)
    - 212-й стрелковый батальон
    - 212-й инженерный батальон
    - 212-й батальон связи
    - Подразделения обеспечения дивизии

  - 276-я народная пехотная дивизия: полковник K.Möhring
    - 1/,2/986-й народный пехотный полк
    - 1/,2/987-й народный пехотный полк
    - 1/,2/988-й народный пехотный полк
    - 1/,2,/,3/,4/276-й артиллерийский полк
      - 75mm FK 40 (on 14 Dec) — 18
      - 105mm lFH 18/40 (on 14 Dec) — 24
      - 150mm sFH 18 (on 14 Dec) — 12

    - 276-й противотанковый дивизион
    - 276-й стрелковый батальон
    - 276-й инженерный батальон
    - 276-й батальон связи
    - Подразделения обеспечения дивизии
- LXXXV армейский корпус: генерал пехоты B. Kniess
  - 15-й зенитный полк (12 heavy & 14 medium/light батареи)
  - 668-й тяжёлый противотанковый дивизион
  - 1094-я артиллерийская батарея
  - 999th Penal Battalion (?)
  - 406-й моторизованный народный артиллерийский корпус[англ.]
    - 1-й батальон (RSO): 3 (motZ) батареи (6 75mm FK 40)
    - 2-й батальон: 2 (motZ) батареи (6 100mm K 18)
    - 3-й батальон (RSO): 3 (motZ) батареи (6 105mm leFH 18/40)
    - 4-й батальон: 2 (motZ) батареи (6 152mm KH 433(r))
    - 5-й батальон: 2 (motZ) батареи (6 122mm sFH 396(r))

  - 18-я (t-mot) народная миномётная бригада
    - 21-й полк тяжёлых реактивных миномётов:
      - 1-й батальон: 3 (mot) батареи (6 210 мм пусковые установки)
      - 2-й & 3-й батальоны, в каждом: 3 (mot) батареи (6 210 мм пусковые установки)

    - 22-й полк тяжёлых реактивных миномётов:
      - 1-й батальон: 3 (mot) батареи (6 150 мм пусковые установки)
      - 2-й батальон: 3 (mot) батареи (6 300 мм пусковые установки)
      - 3-й батальон: то же, что и 2-й батальон

  - 5-я парашютная дивизия: полковник L. Heilmann24
    - 1/,2/,3/13-й парашютно-десантный полк
    - 2/,3/,4/14-й парашютно-десантный полк
    - 1/,2/,3/15-й парашютно-десантный полк
    - 1/,2/,3/5-й артиллерийский полк
      - 105mm lFH 18/40 (on 14 Dec) — 24
      - 150mm sFH 18 (on 14 Dec) — 12

    - 5-й противотанковый дивизион (3 cos)
    - 5-й инженерный батальон
    - 5-й зенитный дивизион
    - 5-й авиационный батальон связи
    - 11-я парашютная бригада штурмовых орудий (27 StuG) (Fallschirm-Sturmgeschütz-Brigade 11)

  - 352-я народная пехотная дивизия: полковник E.Schmidt
    - 1/,2/914-й народный пехотный полк
    - 1/,2/915-й народный пехотный полк
    - 1/,2/916-й народный пехотный полк
    - 1/,2/,3/,4/352-й артиллерийский полк
      - 75mm FK 40 (on 14 Dec) — 24
      - 105mm lFH 315 (i)(on 14 Dec) — 8
      - 150mm sFH 18 (on 14 Dec) — 12

    - 352-й противотанковый дивизион (6 Hetzer Pzjg 38t)
    - 352-й стрелковый батальон
    - 352-й инженерный батальон
    - 352-й батальон связи[2]

В феврале 1945:
- 13-й армейский корпус
- 53-й армейский корпус
- 80-й армейский корпус

## Командующие армией
- с 25 августа 1939 — генерал артиллерии (с 1940 — генерал-полковник) Фридрих Долльман (28 июня 1944 покончил с собой приняв яд)
- с 28 июня 1944 — СС-оберстгруппенфюрер Пауль Хауссер (20 августа 1944 — тяжело ранен)
- с 31 августа 1944 — генерал танковых войск Эрих Бранденбергер
- с 22 февраля 1945 — генерал пехоты Ханс-Густав Фельбер
- с 25 марта 1945 — генерал пехоты Ханс фон Обстфельдер